# Ban Semon Nhuo
Ban Semon Nhuo – wieś położona w południowo-wschodnim Laosie, w prowincji Attapu, w dystrykcie Sanamxay.